# Quang Tèo
Quang Tèo (tên thật là: Nguyễn Tiến Quang, sinh ngày 24 tháng 4 năm 1962), là một nam diễn viên Việt Nam. Ông là một quân nhân chuyên nghiệp tốt nghiệp trường Cao đẳng Văn hóa - Nghệ thuật Quân đội, mang quân hàm Thượng tá. Mặc dù công tác trong quân ngũ nhưng lĩnh vực mà Quang Tèo nổi tiếng nhất là hài kịch. Trong hài kịch, ông cùng với nghệ sĩ Lê Hồng Giang tạo thành một cặp đôi Quang Tèo - Giang Còi của làng hài Việt từ những năm đầu của thập niên 2000 cho đến khi Giang Còi qua đời vào năm 2021.
Năm 2012, Quang Tèo được Nhà nước Việt Nam phong tặng danh hiệu Nghệ sĩ Ưu tú.

## Tiểu sử
Quang Tèo sinh ngày 24 tháng 4 năm 1962 tại phường Dịch Vọng Hậu, quận Cầu Giấy(nay là phường Cầu Giấy), thành phố Hà Nội. Ông là con út trong một gia đình có 3 anh em.

## Sự nghiệp
Tốt nghiệp khoa Chèo trường Cao đẳng Văn hóa - Nghệ thuật Quân đội (nay là trường Đại học Văn hóa - Nghệ thuật Quân đội) nên Quang bắt đầu nghiệp diễn với vai trò của một nghệ sĩ hát chèo sau đó ông chuyển sang Nhà hát kịch Quân đội từ năm 1986 cho đến khi về hưu tháng 6/2015. Trong suốt sự nghiệp diễn xuất của mình, hình tượng trong các vai diễn của nghệ sĩ Quang Tèo thường gắn liền với người nông dân quê mùa, chất phác và lam lũ.

### Nghệ danh
Quang Tèo chia sẻ nghệ danh “Tèo” cũng được gắn mác với ông hoàn toàn ngẫu hứng.
Năm 1983, khi đang là sinh viên của trường Cao đẳng Văn hóa - Nghệ thuật Quân đội, tôi có tham gia trình diễn tiểu phẩm giao lưu. Hồi đó, tôi được phân công vào vai một người bị khoèo tay tên là Tèo. Thực ra Tèo không bị khoèo mà chỉ giả vờ bị khoèo chân khoèo tay, méo mồm và lợi dụng sự tật nguyền đó để đi buôn rượu lậu, tránh công an và qua mặt hải quan. Nhưng rồi có một lần vì khoèo mãi một kiểu, mỏi tay quá nên hắn đổi tư thế thì bị phát hiện và bị bắt. Vai diễn quá ấn tượng, nên từ đó mọi người đồng nghiệp thường gọi tôi là Quang Tèo. Nghe mãi thành quen, thấy nó như là máu thịt của mình rồi.

### Cặp đôi Quang Tèo - Giang còi
- Quang Tèo từng chia sẻ về Giang còi với phóng viên của Ngoisao.net:

Khi Giang học xong trường Đại học Sân khấu Điện ảnh, anh ấy không về đơn vị nào công tác, mà tiếp tục đi học đạo diễn. Rồi nhân duyên khiến tôi và Giang trở thành bạn thân của nhau. Tôi đã kéo anh ấy vào nghề diễn hài và đến bây giờ, khi cả hai cùng thành đạt thì khán giả vẫn luôn nhớ tới bộ đôi Giang còi - Quang Tèo không thể tách rời.
- Từ khi trở thành cặp bạn diễn với nhau, điểm nhấn của bộ đôi Quang Tèo - Giang còi trong lòng khán giả là sự tung hứng ăn ý kèm theo những trò đố kỵ, tranh giành và đấu đá mang tính chất hài hước giữa 2 nghệ sĩ. Điều này luôn xảy ra từ những tiểu phẩm trong Gặp nhau cuối tuần, Gala Cười của VFC cho đến những đĩa hài Tết cuối năm.
- Một số thành công của cặp đôi ở sân khấu Gala Cười:
  - Năm 2003: nhóm hài Quang Tèo - Giang còi là một trong 5 diễn viên/nhóm hài đạt giải Diễn viên, nhóm hài được khán giả yêu thích nhất bầu chọn qua Tổng đài 19001570.[3]
  - Năm 2004: nhóm hài Quang Tèo - Giang còi tiếp tục là một trong 5 diễn viên/nhóm hài đạt giải Diễn viên, nhóm hài được khán giả yêu thích nhất qua bầu chọn trực tiếp trên website của báo điện tử VietnamNet.[4]
- Các tiểu phẩm của Quang Tèo trong Gala Cười:

| Năm  | Tiểu phẩm         | Vai diễn | Ghi chú                 |
| ---- | ----------------- | -------- | ----------------------- |
| 2003 | Cầu hôn           |          | Gala Cười 2003: Cầu hôn |
| 2004 | Dịch vụ xóm       |          |                         |
| 2014 | Bão trong nhà ông | Bời      | Bão trong nhà ông       |

### Một số tiểu phẩm/phim hài
Danh sách này không đầy đủ, bạn cũng có thể giúp mở rộng danh sách.
| Hài Tết năm      | Tiểu phẩm/phim hài    | Vai diễn            | Đạo diễn                      | Hãng phát hành                                                       | Chú thích |
| ---------------- | --------------------- | ------------------- | ----------------------------- | -------------------------------------------------------------------- | --- |
| Ất Dậu (2005)    | Tỷ phú Văn Lang       | Khuếch              | Phạm Đông Hồng                | Công ty Cổ phần Nghe nhìn Thăng Long (Thanglong Audio Visual - TLVA) | Chương trình hài "Tết Văn Lang cả làng nói phét" |
| Ất Dậu (2005)    | Thầy dởm              | Bếp                 | Phạm Đông Hồng                | Công ty Cổ phần Nghe nhìn Thăng Long (Thanglong Audio Visual - TLVA) | Phim hài "Thầy dởm" trước đó được Trung tâm băng nhạc Hồ Gươm (Ho Guom Audio-Video) sản xuất dưới dịnh dạng đĩa hình (VCD & DVD)                                                                                              |
| Canh Dần (2010)  | Rượt đuổi tình yêu    | anh sửa xe          |                               | Công ty Cổ phần Nghệ thuật Giải trí Hoa Dương                        | |
| Tân Mão (2011)   | Đại gia chân đất      | Quang Tèo           | Trần Bình Trọng               | Bình Minh film (BMF)                                                 | Phim "Đại gia chân đất" phần 1 được sản xuất bởi 3T Film và phát hành VCD và DVD bởi Hồ Gươm Audio - Video ngày 23 tháng 12 năm 2010, sau đó chuyển nhượng cho Bình Minh Film phát hành trên Youtube ngày 1 tháng 2 năm 2016. |
| Nhâm Thìn (2012) | Đại gia chân đất 2    | Công Sự             | Trần Bình Trọng               | Bình Minh film                                                       | |
| Quý Tỵ (2013)    | Đại gia chân đất 3    | Công Sự             | Trần Bình Trọng               | Bình Minh film                                                       | |
| Giáp Ngọ (2014)  | Đại gia chân đất 4    | Công Sự             | Trần Bình Trọng Vũ Ngọc Tuấn  | Bình Minh film                                                       | |
| Giáp Ngọ (2014)  | Mèo nào cắn Mửu nào   | Mưu                 | Phạm Nguyên Bắc               | Công ty Cổ phần Truyền hình - Truyền thông HVB                       | |
| Ất Mùi (2015)    | Đại gia chân đất 5    | Công Sự             | Trần Bình Trọng Vũ Ngọc Tuấn  | Bình Minh film                                                       | |
| Ất Mùi (2015)    | Làng ế vợ             | Sui                 | Trần Bình Trọng               | Bình Minh film                                                       | |
| Ất Mùi (2015)    | Mèo nào cắn Mửu nào 2 | Mưu                 | Phạm Nguyên Bắc               | Công ty Cổ phần Truyền hình - Truyền thông HVB                       | |
| Bính Thân (2016) | Đại gia chân đất 6    | Công Sự             | Trần Bình Trọng Vũ Ngọc Tuấn  | Bình Minh film                                                       | |
| Bính Thân (2016) | Làng ế vợ 2           | Sui                 | Trần Bình Trọng Vũ Ngọc Tuấn  | Bình Minh film                                                       | |
| Bính Thân (2016) | Phong thủy đại chiến  | Quang Tèo           | Trần Bình Trọng               | Bình Minh film                                                       | |
| Bính Thân (2016) | Tiền đồ               | Hợi                 | Phạm Đức Dũng                 | Bình Minh film                                                       | |
| Đinh Dậu (2017)  | Đại gia chân đất 7    | Công Sự             | Trần Bình Trọng               | Bình Minh film                                                       | |
| Đinh Dậu (2017)  |                       | Làng ế vợ 3         | Trần Bình Trọng               | Bình Minh film                                                       | Sung |
| Đinh Dậu (2017)  | Tết này con ở đâu     | Cà                  |                               | Cty TNHH quảng bá hình ảnh Phương Nam Film (PNF Media)               | |
| Đinh Dậu (2017)  | Cưới đi kẻo ế         |                     |                               |                                                                      | |
| Đinh Dậu (2017)  |                       |                     | Nguyễn Công Vượng (Vượng râu) | Nụ cười Vàng Entertaiment                                            | |
| Đinh Dậu (2017)  | Vợ ơi, em đây rồi     | Bão                 | Phạm Nguyên Bắc               | Công ty Cổ phần Truyền hình - Truyền thông HVB                       | |
| Đinh Dậu (2017)  | Bờm                   | bố Bờm              | Phạm Đông Hồng                | Thanglong Audio Visual                                               | |
| 2021             | Truy tìm ẩn tích      | Tổng Giám đốc Quang | Đại Mý, Phi O Long            | Viện Chiến lược Phát triển Nhân lực - Nhân tài Việt Nam              | Kiêm Tổng đạo diễn |

## Phim

### Phim điện ảnh
| Năm  | Phim       | Vai diễn |
| ---- | ---------- | -------- |
| 2025 | Đèn âm hồn | Ông Mõ   |

### Phim truyền hình
| Năm        | Phim                                 | Vai diễn         | Kênh |
| ---------- | ------------------------------------ | ---------------- | ---- |
| 1997       | Còn mãi một tình yêu                 | Lưu              | VTV1 |
| 1998       | Cố nhân                              | Vinh             | VTV3 |
| 1998       | Của để dành                          | Trưởng đoàn chèo | VTV3 |
| 1999       | Người thổi tù và hàng tổng           | Anh rể Kiên      | VTV3 |
| 2000       | Chuyện làng Đông                     | Đông             | VTV1 |
| 2000       | Vết sẹo                              | Chồng Mỳ         | VTV3 |
| 2001       | Đôi dòng                             | Quân             | VTV1 |
| 2001       | Phía trước là bầu trời               |                  | VTV3 |
| 2002       | Cảnh sát hình sự: Cảnh sát đặc nhiệm | Lê Hoàng         | VTV3 |
| 2006       | Mái nhà xuân                         | Bình             | VTV1 |
| 2006       | Bảy ngày và một đời                  | Thắng            | VTV3 |
| 2017 - nay | Nhà nông vui vẻ (sitcom)             | ông Sửu          | VTV3 |
| 2020       | Cô gái nhà người ta                  | Ông Bá           | VTV3 |
| 2020       | Những ngày không quên                | Ông Bá           | VTV1 |

## Vinh danh
Năm 2012, trong đợt xét tặng danh hiệu Nghệ sĩ Nhân dân, Nghệ sĩ Ưu tú lần thứ 7, Quang Tèo đã được Nhà nước công nhận là Nghệ sĩ Ưu tú ở lĩnh vực Sân khấu, cùng được công nhận Nghệ sĩ Ưu tú đợt này với ông còn có các nghệ sĩ Tự Long, Công Lý, Xuân Bắc, ...

## Gia đình
Năm 1990, Quang Tèo xây dựng gia đình. Trải qua một quãng thời gian dài kết hôn mà chưa có con, đến năm 2003 vợ ông đã đẻ sinh đôi được 2 người con (1 trai 1 gái). Trước đây, gia đình ông sống trong một căn nhà nhỏ rộng 35 m² do bố mẹ để lại ở làng Vòng, quận Cầu Giấy. Hiện nay, gia đình  ông đang ở trong một căn hộ rộng rãi 200 m² ở Khu đô thị Mỹ Đình, quận Nam Từ Liêm, Hà Nội. Đây là căn hộ trị giá 7 tỷ đồng được Quang Tèo mua dịp gần Tết Nguyên đán Bính Thân 2017. 
Ngoài ra, Quang Tèo còn một khu trang trại nghỉ dưỡng rộng hơn 1.000 m² ở xã Đồng Trúc, huyện Thạch Thất, thành phố Hà Nội.